# NGC 398

NGC 398

NGC 398 هي مجرة تتبع كوكبة الحوت. اكتشفها Guillaume Bigourdan ‏ في 28 أكتوبر 1886.

## روابط خارجية
- NGC 398 على موقع ويكي سكاي: DSS2, SDSS, GALEX, IRAS, Hydrogen α, X-Ray, Astrophoto, Sky Map, Articles and images